# Медицинский факультет Киевского университета
Медицинский факультет Киевского университета — один из факультетов киевского императорского университета Св. Владимира, существовавший с 1841 до 1918 года. Был одним из важных центров подготовки врачей в Российской империи, а также центром научных исследований в области медицины и биологии.

## История
Указом императора Николая I от 27 апреля 1840 года было приказано: «… Виленскую медико-хирургическую академию передать из министерства внутренних дел в министерство народного просвещения». Императорским рескриптом на имя Министра народного просвещения от 29 апреля 1840 года было приказано: «… Вам предоставлено сделать распоряжение о присоединении этой академии по преобразовании ея в медицинский факультет к Университету святого Владимира, когда довершится воздвигаемое в Киеве для него здание».

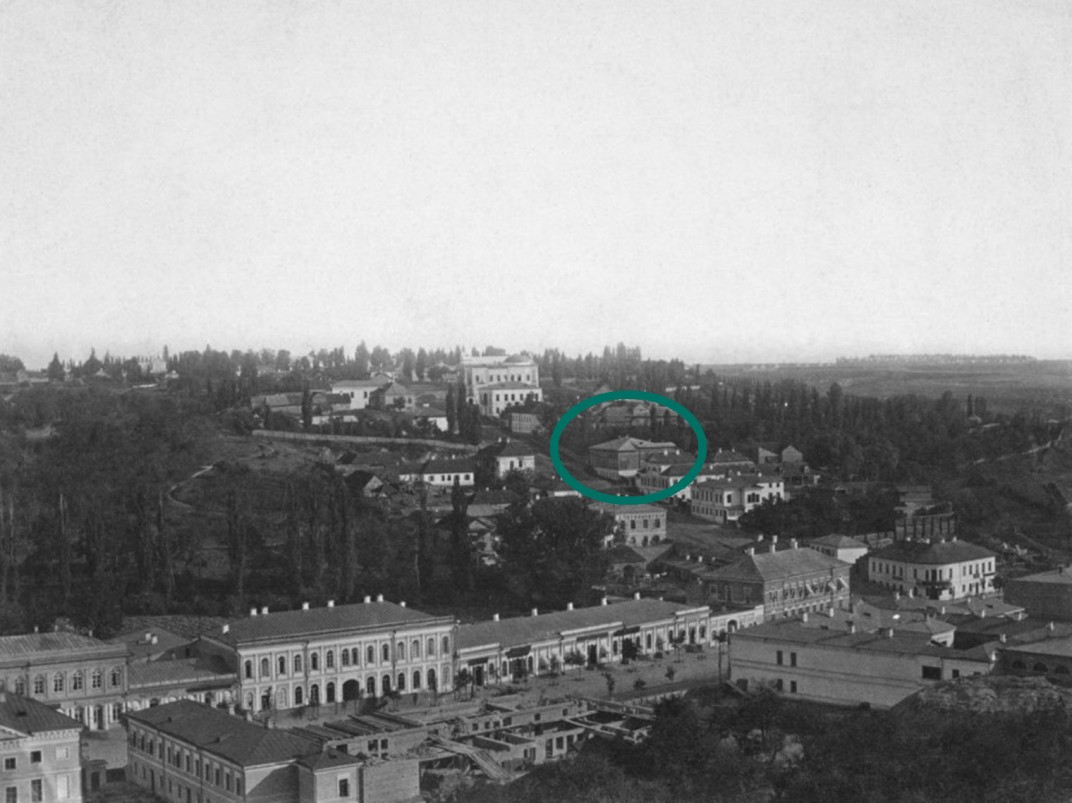
Первое здание факультета
(снесено в конце XIX в.)

В сентябре 1841 года министр образования Российской империи граф Сергей Уваров доложил императору Николаю I об открытии медицинского факультета в Киевском университете, причём был назначен только один профессор — анатомии (ему в помощь были даны прозектор и помощника прозектора), а остальные предметы первого курса студенты-медики слушали вместе со студентами философского факультета. На первый курс в 1841 году был зачислен 21 студент. Первую лекцию 9 сентября 1841 года прочитал в арендованном для медицинского факультета доме полковника Фреймана (на Лютеранской улице) профессор кафедры анатомии Н. И. Козлов.
Часть преподавателей перешла из Виленской медико-хирургической академии; в 1842 году профессором физиологии был назначен Э. Э. Мирам, профессором кафедры патологической анатомии И. Ф. Леонов; также студенты слушали лекции профессора химии, ранее преподававшего в Виленской академии — И. М. Фонберга.
Университетский устав 1835 года требовал организации 10 кафедр и с учётом изменений, сделанных в уставе в 1842 году были сформированы такие кафедры:
1. анатомии — Н. И. Козлов (1841—1844), А. П. Вальтер (1844—1867), В. А. Бец (1868—1890)
2. физиологии здорового человека — Э. Э. Мирам (1842—1862);
3. патологической физиологии с патологической анатомией — И. Ф. Леонов (1845—1853), Ю. И. Мацон (1854—1874);
4. общей терапии — В. В. Беккер (1843—1845)
5. факультетской хирургии — В. А. Караваев (1840—1881), Ю. К. Шимановский (1861—1868);
6. специальной патологии и терапии — С. П. Алферьев (1849—1857);
7. теоретической хирургии с офтальмиатрией — О. А. Цильхерт (1846-1848);
8. терапевтической клиники с семиотикой — Ф. С. Цыцурин (1844—1857), С. П. Алферьев (1858—1864);
9. акушерства теоретического и практического — А. П. Матвеев (1847—1882);
10. государственного врачебноведения — Ф. Ф. Эргардт (1859—1889).

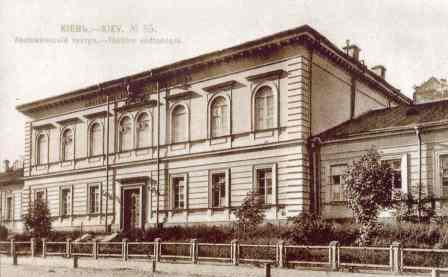
Здание Анатомического театра университета Св. Владимира

Первоначально для главных учреждений медицинского факультета, клиник и анатомического театра, предполагалось построить особые здания, но в 1853 году для медицинского факультета по проекту архитектора Александра Беретти было построено только здание Анатомического театра. С 1869 года в нём были размещены кафедры общей патологии, гистологии. В 1875 году рядом был построен одноэтажный флигель, в котором разместились лаборатории гистологии и общей патологии. Клиники были временно размещены в северо-восточном углу главного здания университета и только в 1884 году на сооружение клиник были выделены финансовые средства. Такое положение дел привело к тому, что хирургическая факультетская клиника с 1844 года располагалась на первом этаже главного корпуса университета и была рассчитана на 20 коек для больных с хирургическими и глазными заболеваниями и состояла из трёх палат, операционной, изолятора и учебного кабинета; и в таком виде она просуществовала 25 лет. Акушерская клиника имела всего 8 кроватей; терапевтическая — 20 кроватей. К 1870 году удалось выделить из хирургической клиники глазную — на 10 кроватей.
По Уставу 1863 года на медицинском факультете полагалось уже 17 кафедр:
1. медицинской химии и физики — А. С. Шкляревский (1870—?);
2. физиологии здорового человека — А. П. Вальтер (1863—1865), В. Б. Томса (1865—1884);
3. эмбриологии, гистологии и сравнительной анатомии — П. И. Перемежко (1868—1891);
4. физиологии систематической и экспериментальной;
5. фармакогнозии и фармации;
6. общей патологии — Н. А. Хржонщевский (1868—1888);
7. гигиены, медицинской полиции, медицинской географии и статистики — В. А. Субботин (1871—1893);
8. специальной патологии и терапии — В. Т. Покровский (1867—1877), К. Г. Тритшель (1879—?), Е. И. Афанасьев (1888—1897);
9. патологии и патологической анатомии — Ю. И. Мацон (до 1874);
10. теоретической хирургии (при ней: офтальмология с клиникой и учение о болезнях мочевых и половых органов с клиникой) — Н. В. Склифосовский (1870), А. В. Ходин (1881—1904);
11. общей терапии и фармакологии — К. Г. Гейбель (1865—1868), П. П. Сущинский (1871—1877), К. Г. Гейбель (1876—1897);
12. хирургическая факультетская клиника — В. А. ацыццрв (до 1881), А. Х. Ринек[укр.] (1881—1893);
13. терапевтическая факультетская клиника — Л. А. Маровский (1865—1867?);
14. акушерства и женских болезней с клиникой — А. П. Матвеев (до 1882)
15. судебной медицины — Ф. Ф. Эргардт (до 1889);
16. госпитальная терапевтическая клиника — К. Г. Тритшель (1878—1879);
17. госпитальная хирургическая клиника.

Увеличение количества кафедр привело к нехватке профессоров.
Университетский устав 1884 года вновь увеличил количество кафедр медицинских факультетов университетов, однако благодаря обилию докторов медицины кафедры факультета никогда не пустовали.
1. медицинской химии — А. А. Садовень (1889—1919);
2. нормальной анатомии — М. А. Тихомиров (1891—1902);
3. физиологии здорового человека — С. И. Чирьев (1884—1904, 1909—1910), Ю. П. Лауденбах (1904—1909), В. Ю. Чаговец (1910—1921);
4. гистологии, эмбриологии и сравнительной анатомии — П. И. Перемежко (до 1891);
5. патологической анатомии — В. К. Высокович (1895—1912?)
6. общей и экспериментальной патологии — Н. А. Хржонщевский (до 1888), В. В. Подвысоцкий (1888—1900), В. К. Линдеман (1901—1920?)[2];
7. частной патологии и терапии — В. П. Образцов (1893—1903);
8. гигиены, медицинской полиции, медицинской географии и статистики — В. А. Субботин (до 1893);
9. оперативной хирургии и топографической анатомии — П. И. Морозов (1885—1920);
10. терапевтическая факультетская клиника — В. П. Образцов (1903—1918);
11. хирургическая факультетская клиника — А. Х. Ринек (до 1893), Л. А. Малиновский (1893—1911);
12. врачебной диагностики — К. Э. Вагнер (1897—1903), Ф. Г. Яновский (1905—1914);
13. офтальмологии — А. В. Ходин (до 1904), А. Ф. Шимановский (1904—1918);
14. госпитальная терапевтическая клиника — К. Э. Вагнер (1903—1913);
15. дерматологии и сифилитических болезней с госпитальной дерматологической клиникой — М. И. Стуковенков (1887—1897), С. П. Томашевский (1898—1916);
16. психиатрии и невропатологии — М. Н. Лапинский (1904—1918);
17. акушерства и гинекологии — А. А. Муратов (1901—1917);
18. детских болезней — В. Е. Чернов (1889—?);
19. судебной медицины — Н. А. Оболонский (1889—1913).

В 1882 году число студентов составляло 781 человек, в 1894 — 1018; это было наибольшее количество из всех факультетов несмотря на то, что ещё при введении нового устава был ограничен приём на медицинский факультет евреев в 200 человек (с постройкой клиник предел увеличили до 250), а в 1887 году был для всех факультетов установлен процент общего числа поступающих в студенты евреев.

## Деканы факультета
- апрель 1843 — февраль 1847 Владимир Афанасьевич Караваев
- апрель 1847 — 31 декабря 1849 Фёдор Степанович Цыцурин
- январь 1850 — январь 1854 Сергей Петрович Алферьев
- январь 1854 — декабрь 1861 Эдуард Эрнестович Мирам
- декабрь 1861 — апрель 1865 Александр Павлович Матвеев
- апрель 1865 — апрель 1868 Фёдор Фёдорович Эргардт
- апрель 1868 — декабрь 1869 Юлий Иванович Мацон
- декабрь 1869 — декабрь 1872 Никанор Адамович Хржонщевский
- декабрь 1872 — ноябрь 1875 Пётр Иванович Перемежко
- ноябрь 1875 — апрель 1883 Фёдор Фёдорович Эргардт
- сентябрь 1883 — январь 1884 Владимир Богумилович Томса
- январь 1884 — январь 1887 Виктор Андреевич Субботин
- январь 1887 — август 1890 Фёдор Фёдорович Эргардт
- сентябрь 1890 — декабрь 1897 Карл Георгиевич Гейбель
- январь 1898 — май 1902 Михаил Андреевич Тихомиров
- октябрь 1902 — март 1913 Николай Александрович Оболонский
- апрель 1913 — май 1917; ноябрь 1917 — сентябрь 1919 Алексей Андреевич Садовень
- сентябрь 1919 — март 1920 Павел Иванович Морозов

## Выпускники факультета
См. также: Выпускники медицинского факультета Киевского университета Св. Владимира
- 1853 Иван Лазаревич, Фёдор Эргардт
- 1855 Людвиг Маровский
- 1857 Иван Станкевич
- 1859 Пётр Перемежко
- 1860 Владимир Бец
- 1867 Виктор Субботин
- 1874 Авксентий Богаевский
- 1883 Александр Кисель
- 1884 Афанасий Игнатовский, Владимир Подвысоцкий, Иван Чуевский, Феофил Яновский
- 1897 Григорий Блох, Евсей Гиндес
- 1910 Александр Анохин
- 1914 Артур Кючарян
- 1917 Анатолий Николаев
- 1919 Евгений Кефели